# 오타강
오타강(일본어: 太田川 오타가와[*])은 일본 히로시마현을 흐르는 강이다. 총 길이는 103 km이고 유역 면적은 1,710 km2이다.
간무리산(冠山, 1339 m)에서 발원해 히로시마현을 통과해 세토 내해로 흘러든다. 험난한 지형을 흐르기 때문에 강을 따라 수력발전소가 많이 위치한다.
오타강의 상류에는 수많은 지류가 있으며, 히로시마시 아사키타구에서 도네강, 미사사강과 합류하고 이후 교바시강, 덴마강, 모토야스강으로 분류해 히로시마 삼각주를 형성한다.
오타강은 하쓰카이치시, 기타히로시마정, 아키오타정, 아키타카타시, 히가시히로시마시, 히로시마시를 통과한다.